# Випрошування солодощів

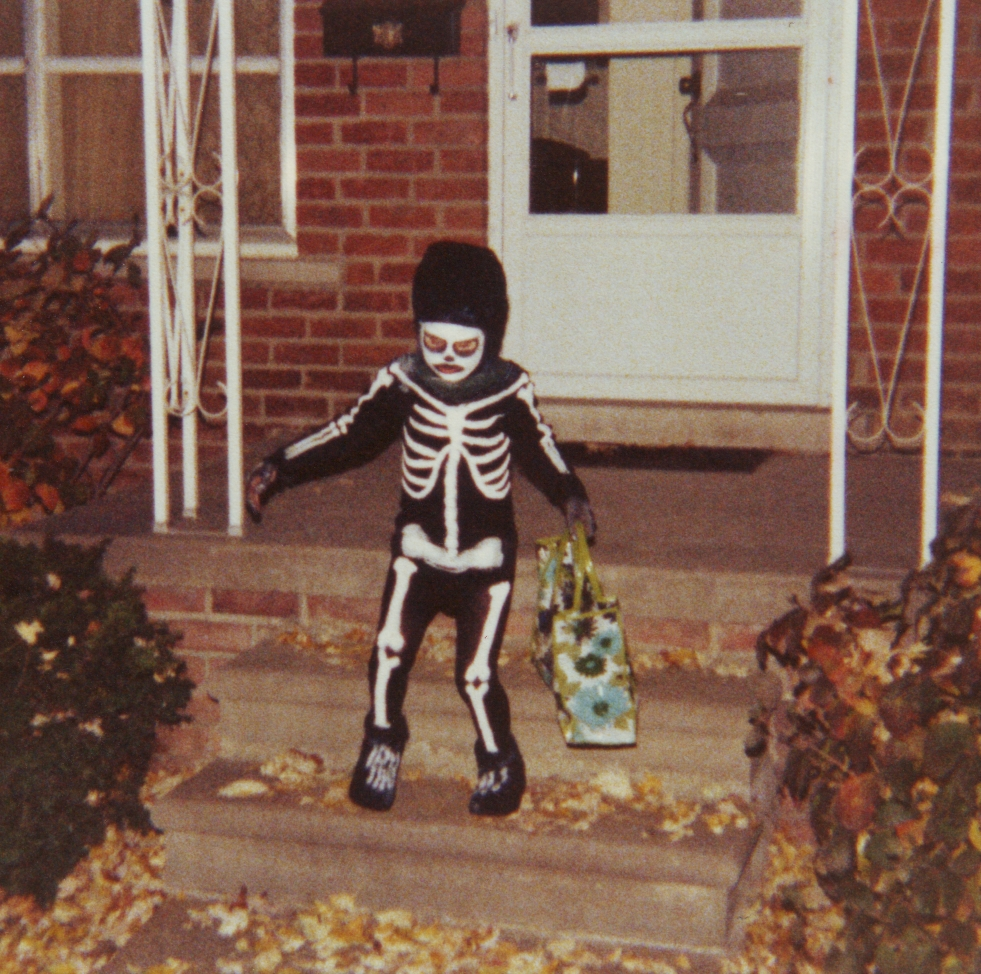
Дитина, одягнена у костюм скелета, випрошує солодощі у Редфорді, штат Мічиган, 31 жовтня 1979 року

Випрошування солодощів («частування чи шкода» або «цукерки або смерть») — це звичай у багатьох країнах на Хелловін для дітей та дорослих. Діти в костюмах ходять від будинку до будинку, випрошуючи солодощі, з фразою «Частування чи шкода». «Частування» — це, зазвичай, певний вид цукерок, хоча у деяких культурах замість солодощів дають гроші. «Шкода» — не пусті погрози, якщо частування не дали, то власникам дому або їх майну можуть завдати шкоди. Випрошування солодощів зазвичай відбувається ввечері 31 жовтня. Деякі господарі будинків готові роздавати частування і без погроз. Вони виставляють святкові декорації біля своїх дверей, або ж просто залишають частування на верандах, щоб діти могли їх взяти. У будинку також  можуть залишити світло на терасі, як загальний показник того, що у господарів є цукерки.

## Історія

### Стародавні варіації
Традиції, подібні до сучасного звичаю випрошування солодощів, існують ще з часів класичної античності, хоча навряд чи якась із них безпосередньо пов'язана із сучасним звичаєм. Давньогрецький письменник Афіней Наукатіс зазначає у своїй книзі «Дейнософи», що в давнину на грецькому острові Родос був звичай, коли діти ходили від дверей до дверей одягнені як ластівки, співали пісню, якою вимагали в господарів дому дати їм їжу, та погрожували заподіяти шкоди, якщо господарі відмовлялися. Ця традиція, як стверджується, була започаткована родійським законодавцем Клеобулом .

### Походження традиції
Звичай випрошування солодощів на Хелловін може мати кілька версій походження.
Ще з часів середньовіччя у деяких районах Великої Британії та Ірландії існувала традиція наряджання. Люди одягали костюми і ходили «від дверей до дверей» й робили короткі виставки або грали частини п'єс в обмін на їжу та напої. Тому звичай збирати їжу і носити костюми на Хелловін, на цих теренах походить щонайменше із XVI століття. З ХІХ століття кількість людей, які на Хелловін ходять від хати до хати у костюмах, декламують вірші в обмін на їжу, а іноді і попереджають про нещастя, якщо їм не раді, значно збільшилася.
Звичай випрошування солодощів на Хелловін також може походити з віри, що надприродні істоти або ж душі мертвих бродять по землі в цей час і потребують умиротворення.
Зрештою, цей звичай може походити з кельтського фестивалю, який відбувався 31 жовтня — 1 листопада, щоб відзначити початок зими. В Ірландії, Шотландії та на острові Мен, а також Калан Гейф у Уельсі, Корнуоллі та Бретані він називався Савань. Вважають, що фестиваль має дохристиянські корені. У ІХ столітті католицька церква оголосила 1 листопада Днем усіх святих. Серед кельтськомовних народів це сприймалося як лімінальний час, коли духи чи феї (Aos Sí) та душі мертвих приходили у наш світ і задовільнялися підношеннями у вигляді їжі та напоїв. Подібні вірування та звичаї були знайдені і в інших частинах Європи. Існує думка, що випрошування солодощів розвинулося із традиції, згідно з якою переодягнені люди уособлювали духів чи душі померлих, та отримували пожертви від їх імені. С. В. Педдл припускає, що вони «уособлюють старих духів зими, які вимагали винагороди в обмін на вдачу». Вважалося, що уособлюючи цих духів або душі, людина може захиститися від них.

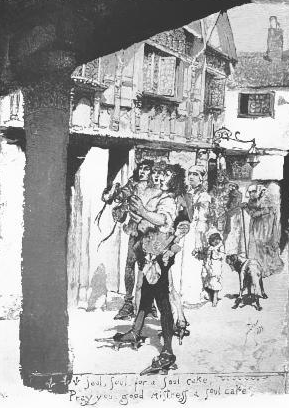
«Торт з душею, торт з душею, помилуй усі християнські душі за торт з душею». — популярна англійська рима душ

А от серед християн ще до XV століття існував звичай ділитися тістечками душі на Алхаллоттіде (з 31 жовтня по 2 листопада). Люди відвідували будинки і брали тістечка душ, або як представники мертвих, або в обмін на молитву за їхні душі. Пізніше люди ходили "від парафії до парафії на Хелловін, випрошуючи тістечки душ, співаючи під вікнами вірш, схожий на цей: ' Душа, душі, тістечку душ; Молюся вам, добра господине, тістечко душ''' Вони зазвичай просили «милосердя над усіма християнськими душами за тістечко душ». Цей звичай був відомий як 'Ритуал душ' і був помічений у частинах Великої Британії, Фландрії, Південної Німеччини та Австрії. Шекспір згадує таку практику у своїй комедії «Два джентльмени з Верони» (1593), коли Спід звинувачує свого господаря у тому, що той «скиглив, як жебрак на День усіх святих».
Переодягання в костюми на День усіх святих було зафіксовано в Шотландії в 16 столітті, а пізніше — і в інших частинах Великої Британії та Ірландії.  Існує багато посилань на наряджання та ритуал душ на Хелловін у Британії та Ірландії в кінці XVIII та XIX  столітті. У деяких районах південної Ірландії чоловік, одягнений як Лаїр Бхан (біла кобила), водив молодь від дому до дому, декламував вірші — деякі з яких мали язичницькі тони — в обмін на їжу. Якщо господарі дому жертвували їжу, вони могли очікувати удачі від «Muck Olla», але якщо вони відмовлялися давати – це мало б принести нещастя. У Шотландії молодь ходила від хати до хати в білому одязі в масках, або з пофарбованим чи затемненим обличчям, декламуючи різні віршики та погрожуючи зробити шкоду, якщо їх не пустять. У деяких районах Уельсу селяни ходили по домівках, одягнені як страхітливі істоти, названі gwrachod, або представляли себе як cenhadon y meirw (представники мертвих). У західній Англії, в основному в графствах, що межують з Уельсом, ритуал душ був поширеним явищем. За словами одного англійського письменника ХІХ століття, "дитячі компанії, одягнені у фантастичні костюми […], обходили фермерські будинки та котеджі, співаючи пісню та випрошуючи тістечка (вимовлялось «тістечко душ»), яблука, гроші чи що-небудь, що б їм дали господарі ".

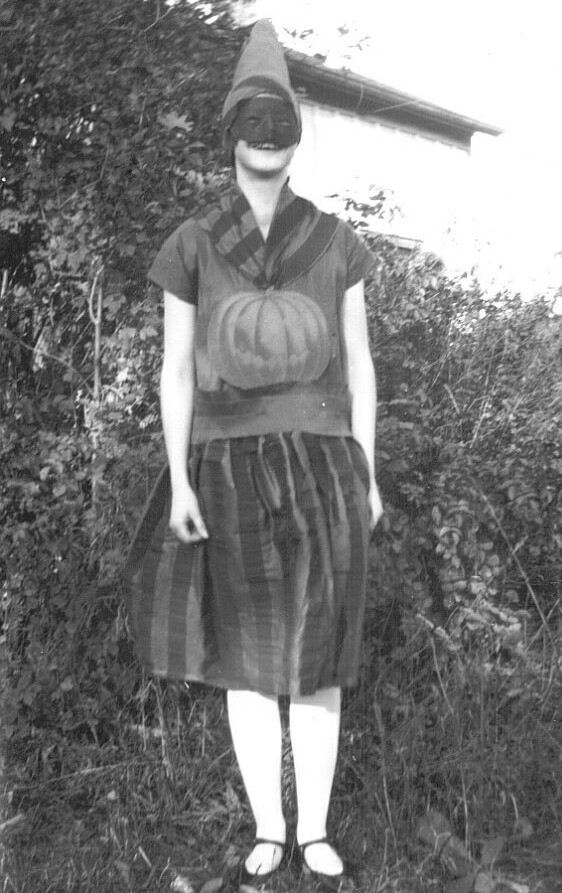
Дівчина в костюмі на Хелловін в 1928 році вОнтаріо, Канада. Вперше у Північній Америці шотландський звичай на Хелловін — «обман» — був зафіксований саме у цій провінції у 1911 році.

«Обман» на Хелловін у Шотландії вперше зафіксовано в 1895 році. Люди, замаскувавшись, ходили від одного будинку до іншого, несучи ліхтар, зробленими з вирізаної ріпи, та просили, щоб їх нагородили тортами, фруктами та грошима. У Північній Америці випрошування солодощів стало традицією Хелловіну з 1920-х років. Вважають, що звичай прийшов із Шотландії. Найдавніший відомий випадок «обману», коли діти, переодягнені в костюми, йдуть від будинку до будинку за їжею або грошима,  зафіксовано у 1911 році в Онтаріо, Канада. Газета в Кінгстоні, Онтаріо, Канада повідомила про дітей, що ходять «обманути» людей по сусідству.
Хоча цей звичай вже давно був дуже популярним серед шотландців та ірландців, звичай говорити «частування чи шкода» прийшов сюди лише недавно. Це дуже поширено в США, Канаді, Великій Британії, Республіці Ірландії, Австралії, Пуерто-Рико, а також у північно-західній та в центральній Мексиці. У Мексиці цю практику називають calaverita (іспанське зменшувальне значення для calavera, що означає «череп»), і замість «частування чи шкода» діти запитують: «¿Me da mi calaverita?» ("Чи можете ви дати мені мій маленький череп? "), де calaverita — це невеликий череп, зроблений із цукру чи шоколаду.
Американська історик і авторка Рут Една Келлі зі штату Массачусетс написала першу книгу про історію свята у США — Книга Хелловіна (1919), а також посилання в розділі «Хелловін в Америці»: "Насолода в забавах на Хелловін полягає у вивченні старих традицій і проведенні шотландської вечірки, використовуючи вірш Бернса Хелловін як орієнтир; або проведення ритуалу душ, як це робили англійці. Коротше кажучи, немає такого звичаю, що колись вшановувався на Хелловін і не був зараз у моді ". Келлі жила в Лінні, штат Массачусетс, містечку з 4500 ірландськими, 1900 англійськими та 700 шотландськими іммігрантами у 1920 році. У своїй книзі Келлі згадує звичаї, які прийшли з усієї Атлантики: «Американці зацікавлювали ними інших і святкують це свято так, як це б відбувалося в його найкращі часи. Усі звичаї Хелловіну у Сполучених Штатах запозичені цілком або адаптовані з тих чи інших країн».
У той час як перша згадка про «обман» у Північній Америці з'явилася в 1911 році, в 1915 році була інша згадка про ритуал жебрацтва на Хелловін, а третя – у Чикаго в 1920 році.

Найдавніше відоме письмове використання терміна „частування чи шкода“ з'являється в 1927 році з Blackie, Alberta : 
 «Хелловін надав можливість для справжньої розваги. Ніякої шкоди не було заподіяно, окрім як норову тих, хто мав полювати на колеса вагонів, ворота, вагони, бочки, тощо, значна частина яких прикрашала вулицю. Молоді мучителі стояли як біля задніх дверей, так і перед головним входом, вимагаючи чогось їстівного фразою „частування чи шкода“, на яке жителі з радістю відгукувалися та відправляли розбійників веселитися». 
 Тисячі листівок на Хелловін, виготовлені між початком ХХ століття та 1920-ми роками, зазвичай зображають дітей, але не традицію „частування чи шкода“. Редактор колекції з понад 3000 старовинних листівок на Хелловін пише: „Є листівки, в яких згадується звичай випрошування солодощів або демонструються дітям у костюмах біля дверей, але наскільки ми можемо сказати, вони були надруковані пізніше 1920-х років і більш ймовірно навіть 1930-х років. На ранніх листівках зображені діти в різноманітних костюмах, але не традиція випрошування солодощів“.
Здається, що випрошування солодощів не було поширеним серед людей до 1930-х років. Цей термін з'явився в 1932 р. у США та вперше був використаний у публікації в 1939 році.
Поведінка, схожа на випрошування солодощів, частіше асоціювалася з Днем Подяки з 1870 року (незабаром після формалізації цього свята) до 1930-х років. У Нью-Йорку, ритуал Дня подяки, відомий як День Рагамуффіна, залучав дітей одягатись у жебраків і просити частування, що згодом перетворилося на переодягання у більш різноманітні костюми. Посилення ворожнечі до цього звичаю в 1930-х роках врешті призвело до відмови аспектів жебрацтва, а до 1950-х практика цієї традиції зовсім зникла.

### Зростання популярності

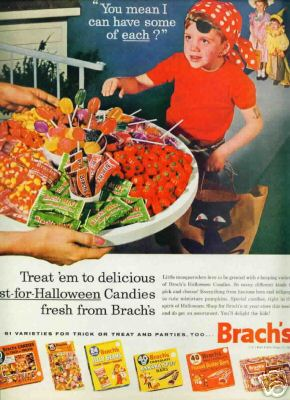
Реклама в журналі в 1962 році

Майже всі вживання терміна «частування чи шкода» до 1940 року походять зі Сполучених Штатів та Канади. Випрошування солодощів розповсюджувалось по всій території США і припинило своє поширення в результаті нормування цукру яке розпочалось в квітні 1942 р. і тривало до червня 1947 р.
З жовтня 1947 р. традиція випрошування солодощів помалу почала повертатися. Причиною стали випуски дитячих журналів « Джек і Джилл» та «Дитяча діяльність», епізодів про Хелловін мережевих радіопрограм Шоу «Baby Snooks» у 1946 та «Шоу Джека Бенні» і «Пригоди Оззі та Гаррієт» у 1948 році. Випрошування солодощів було зображено у коміксі про арахіс у 1951 році. Звичай став дуже популярним у культурі з 1952 року, коли Волт Дісней зобразив його у мультфільмі «Частування чи шкода», а Оззі та Гаррієт були оточені дітьми, що просили цукерки, в одному з епізодів їх телевізійного шоу. У 1953 р. ЮНІСЕФ вперше провів національну кампанію, щоб діти збирали кошти на благодійність, під час того як вони випрошували солодощі.
Хоча у деяких популярних історіях про Хелловін розповідається, що випрошування солодощів придумали дорослі, щоб уникнути вандалізму під час Ночі нещасть, записів, що підтверджують це, майже не існує. Де-Мойн, штат Айова — єдина область, яка, як відомо, має зафіксовані дані про випрошування солодощів, яке використовувалось для стримування злочинності. В іншому випадку дорослі, як повідомлялося у газетах, із середини 1930-х до середини 1950-х років зазвичай сприймали це як форму вимагання, з реакцією — від поблажливого засудження до гніву. Діти ж, у свою чергу, мали пояснювати спантеличеним батькам, що таке випрошування солодощів, так само, як це робили на радіошоу. Іноді навіть діти протестували: на Хелловін 1948 року члени Клубу хлопців Медісон Сквер у Нью-Йорку несли парадний банер, на якому було написано « Американські хлопчики не благають». Національна асоціація кондитерських виробів у 2005 році повідомила, що 80 % дорослих у США планували давати кондитерські вироби для дітей, що вимагають солодощі, і, що 93 % дітей, підлітків та молодих людей планували піти на випрошування солодощів або брати участь в інших заходах на Хелловін.

### Поява фрази у Великій Британії та Ірландії
Незважаючи на те, що концепція випрошування солодощів походить з Британії та Ірландії, де це практикувалося у вигляді ритуалу душ та обману, використання терміна «частування чи шкода» біля дверей чийогось дому не було поширеним до 1980-х років. Обман вимагає від тих, хто йде «від дверей до дверей», заспівати пісню чи продекламувати вірш без жодної погрози і за словами одного з журналістів BBC, у 1980-х роках «частування чи шкоду» все ще досить часто розглядали як щось екзотичне, причому BBC посилається на це як на « японський спарений фестиваль» і «пред'явлення вимог із погрозами» . В Ірландії, перш ніж фраза «частування чи шкода» стала загальновживаною, діти сказали б: «Допоможіть Хелловінській вечірці». Дуже часто просто говорять фразу «частування чи шкода» і їм одразу дарують солодощі, а вибір шкоди забувається.

## Етикет

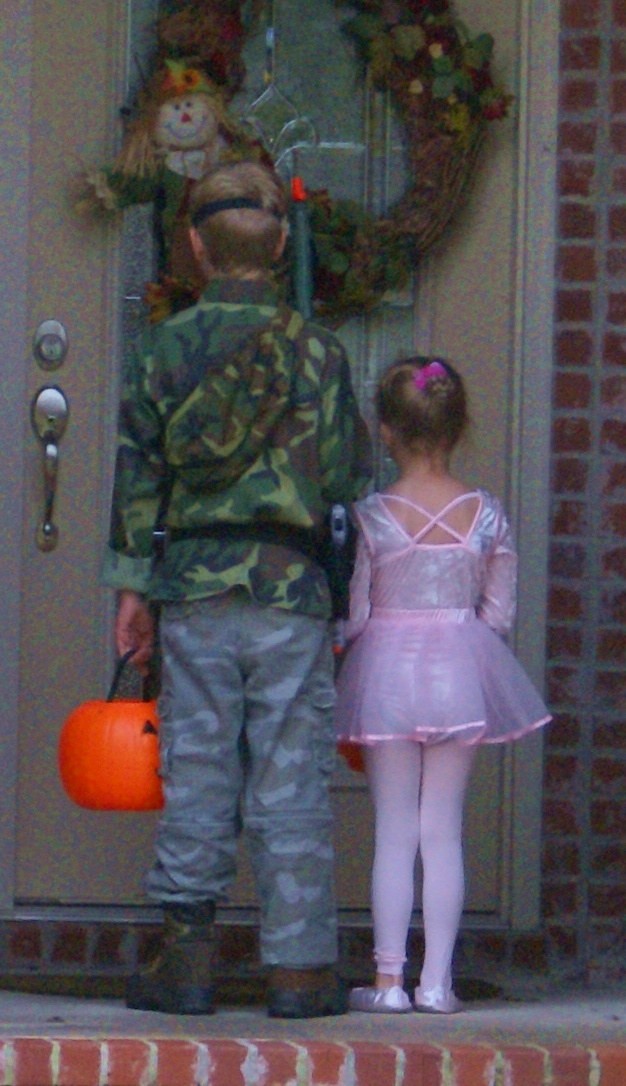
Двоє дітей випрошують солодощі на Хелловін в Арканзасі, США

Випрошувати солодощі, зазвичай, починають ввечері 31 жовтня. Переважно, це приблизно від 17:30 до 21:00 вечора, але конкретна година може змінюватися залежно від регіону. Є області, де влада сама визначає цей час. Його можна знайти на сайтах міста / селища. Але також є і області, де обирають інші дати. Власники будинків, які бажають взяти участь у роздаванні солодощів, зазвичай прикрашають свої будинки штучними павутинами, пластмасовими скелетами та ліхтарями. Проте, не кожен може прикрасити свій будинок до свята. Тоді ті, хто бере участь у роздачі цукерок, залишають світло на ґанку, щоб показати, що у цьому будинку є можливість отримати цукерки. Деякі господарі можуть відповісти на питання «частування чи шкода» — «шкода», перш ніж давати дітям цукерки, а інші просто залишають цукерки в мисках на ґанку. В останні роки все більше і більше людей бере участь у роздаванні цукерок, а діти вже, навіть, відвідують помешкання старших людей та ОСББ.

## Місцеві варіанти

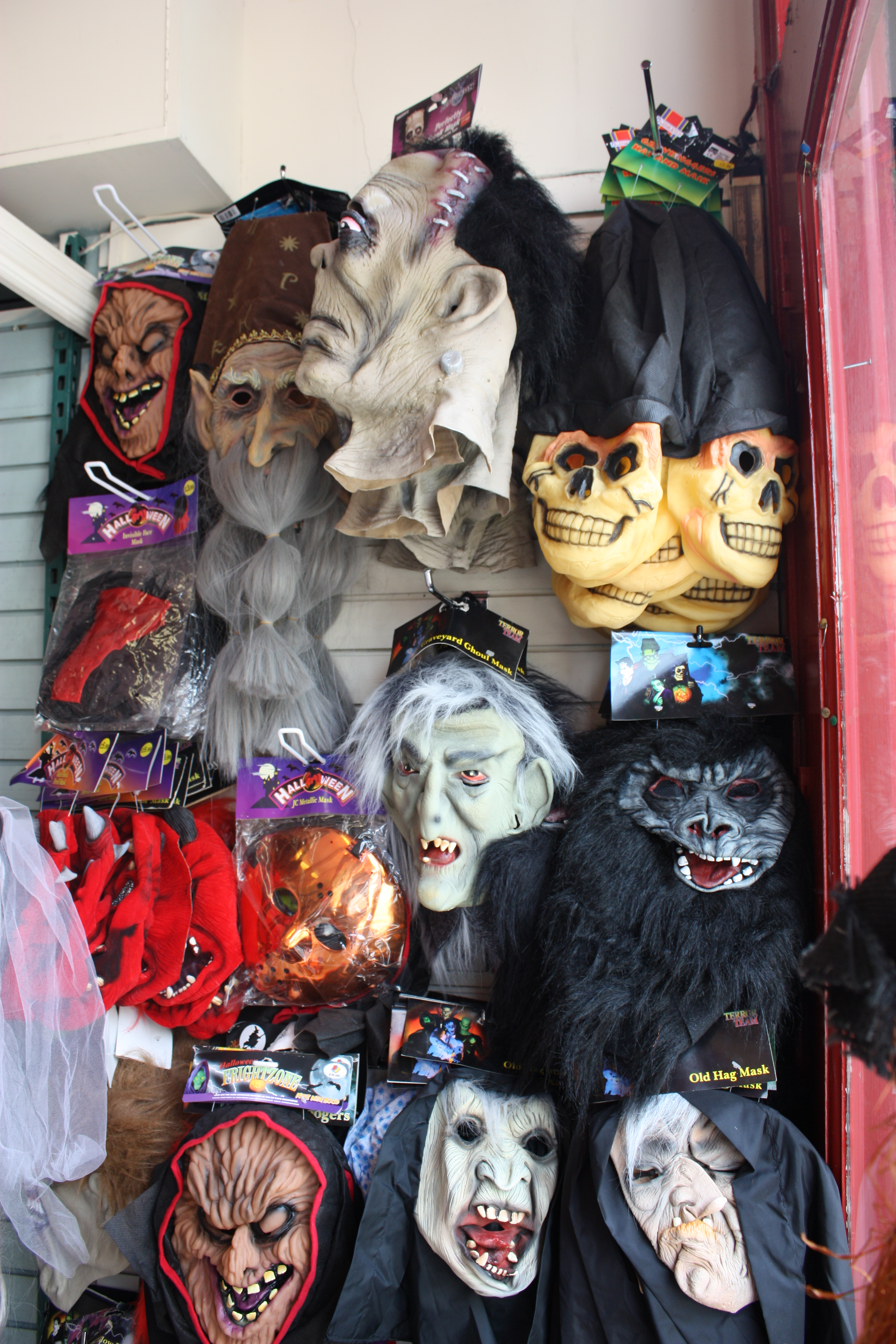
Магазин Хелловіну в Деррі, Північна Ірландія. Маски на Хелловін в Ірландії називають «фальшивими обличчями».

У Шотландії та Ірландії «обман» — діти, які ходять від дверей до дверей переодягнені у костюми — це традиція, згідно якої дітям роздають подарунки у вигляді їжі, монет або яблук чи горіхів на Хелловін (а останнім часом, навіть, шоколад). Традиція називається «обман» через костюми, які носять діти. У західно-центральному шотландському діалекті замість назви «обман» використовують «калоші». Маски на Хелловін в Ірландії та Шотландії називають «фальшивими обличчями». Хоча в Шотландії «обман» було зафіксовано у XVI столітті, наступна згадка про «обман» на Хелловін у Шотландії датується 1895 роком, коли маскарадці у масках з ліхтарями, зробленими з вирізаної ріпи, відвідували будинки, для того щоб їх нагородили тістечками, фруктами або грошима. Під час «обману» також ходили і до багатих будинків. В 1920-х роках діти на Хелловін дійшли аж до заможного Торнтонхолла, що в Південному Ланаркширі . Згадки про «обман» у 1950-х роках у Ардроссані, штат Північний Ершир, фіксують історію про дитину, що отримала 12 шилінгів і шість пенсів, виступаючи біля кожного будинку в мікрорайоні. Виростаючи в Деррі, Північна Ірландія в 1960-х, Майкл Бредлі згадує про дітей, які носили маски та костюми, стукали у двері своїх сусідів та запитували: «Шалість чи яблука?» .
Існує суттєва відмінність від того, як розвивалася ця практика у Північній Америці. У Шотландії та Ірландії діти отримували частування лише у тому випадку, якщо робили якесь представлення для господарів дому, до яких вони прийшли. Зазвичай це було виконання пісні, декламування жарту або кумедного вірша, який дитина вивчала перед тим, як вирушити збирати солодощі. Іноді більш талановиті діти могли робити карткові трюки, створювати якусь мелодію за допомогою роту чи робити щось ще більш вражаюче. Але більшість дітей заробляли безліч частувань, навіть, чимось дуже простим. Часто їм, навіть, не потрібно нічого робити, а просто сказати "частування чи шкода".

### Багажник або солодощі

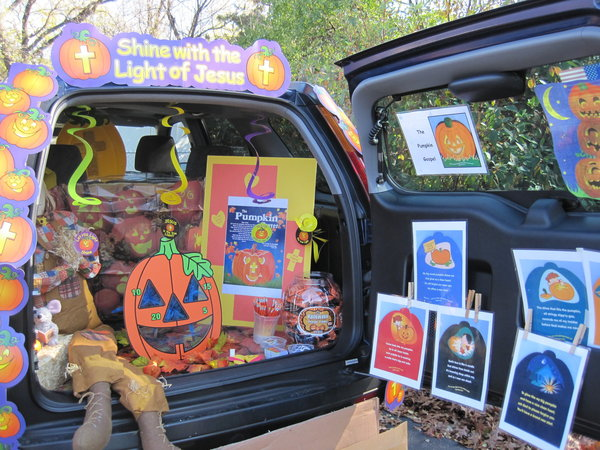
Багажник або солодощі — подія, яка відбулася в Церкві Святого Іоанна Лютерана та Центрі раннього навчання в Дарієні, штат Іллінойс

Останніх кілька років деякі організації у Сполучених Штатах та Канаді почали спонсорувати так зване свято «Багажник або солодощі». У ніч на Хелловін, або безпосередньо в день перед Хелловіном, або ж за кілька днів до нього у вихідні (залежно від того, як зручніше) проводиться випрошування солодощів від автомобіля до автомобіля, припаркованих на місцевій парковці, найчастіше біля школи або церкви. Ця щорічна подія виникла в середині 1990-х років як «Фестиваль осені» — альтернатива випрошуванню солодощів. Але через два десятиліття він перетворився в «Багажник або солодощі». Це свято передбачає відкритий багажник автомобіля, в якому виставлені цукерки, ігри та всілякі декорації. Деякі батьки розглядають «багажник чи солодощі» як безпечнішу альтернативу випрошуванню солодощів, інші ж батьки вбачають у цьому спрощену альтернативу прогулянці своїх дітей по сусідах. Свято стає все більш популярним. Дехто закликє створити більше міських або громадських груп, які б спонсорували «багажник або солодощі», для того щоб більше людей могли брати у цьому участь. Ці групи стають все більш популярними в останні роки.

### Інше
Діти місцевості Сент-Луїс, штат Міссурі, перш ніж отримати цукерки, як правило, розповідають жарт. Це або звичайний каламбур або віршик про Хелловін. Саме цей «трюк» заробляє «частування». Діти в Де-Мойн, штат Айова також розповідають анекдоти або щось подібне, перш ніж отримувати частування.
У більшості областей, де практикується випрошування солодощів, цю традицію вважають виключно дитячою. Насправді, існують різні думки щодо того, коли слід закінчувати випрошування солодощів: найбільш обмежуючою з яких є вік 12 років, найменш — у будь-якому віці. Проте існує загальне правило: "якщо ти достатньо дорослий, щоб керувати автомобілем, тоді ти занадто старий, щоб просити в незнайомих людей цукерки ". Вважається, що підлітки зацікавлені в більш дорослих способах святкування: вечірка у дивних костюмах, ігри, або ж розваги у вигляді розведення багаття та виловлювання яблук з діжки з водою, також замість яблук можуть бути солодощі або яблука в карамелі. Також підлітки можуть відвідувати шкільні чи громадські тематичні заходи на Хелловін, де будуть танці та музика. Одягання в костюми практикують у будь-якому віці: дорослі часто одягаються, щоб супроводжувати своїх дітей, а молодь може одягти костюм, щоб вийти на вулицю і попросити подарунки на благодійність.
У деяких районах Канади діти іноді кажуть «яблука на Хелловін» замість «частування чи шкода». Швидше за все це виникло тоді, коли яблучні іриски були дуже популярним видом цукерок. Хоча яблука дають майже по всій території Канади, з 60-х років минулого століття на них було табу. Причиною цього були історії (достовірності) про бритви, заховані всередині яблук. Батьки, заради безпеки, почали перевіряти «награбоване» на Хелловін своїх дітей, перш ніж дозволити їм їсти. У Квебеку діти також ходять на Хелловін від дверей до дверей. Однак у французькомовних районах замість «Частування чи шкода» вони просто скажуть «Хелловін». Хоча традиційно це звучало "La charité, s'il-vous-plaît" («Милосердя, будь ласка»).
У Португалії діти ходять по домівках у День всіх святих і в День усіх душ, несучи ліхтарі в різьблених гарбузах під назвою кока і просять у кожного, кого вони бачать: «хліба для Бога». Вони читують вірші, у яких вони нагадують людям, чому вони жебракують, кажучи: «. . . Це для мене і для вас, і для того, щоб дати померлим[…] „ або“ [. . . ] Це — щоб поділитися із померлим [. . . ] „ Якщо двері зачинені або діти нічого не отримують, вони закінчують свій спів так “ [. . . ] У цьому будинку пахне салом, тут напевно живе хтось мертвий».
На Азорських островах хліб, що подається дітям, має форму верху черепа. Традиція «хліба для Бога» була зафіксована ще в XV столітті. Після цього ритуального жебрацтва, починається Магусто і люди запалюють великі багаття з «дрів душ». Молоді люди танцюють навколо, вимазуючи обличчя попелом. Ритуал жебракування для померлих відбувався протягом усього року, тому що у деяких регіонах вважали, що мертві, які були дорогими для нас, повинні з’явитися і взяти участь у великих святах, наприклад, на Різдво тарілку з їжею або ж місце за столом завжди залишали для померлих.
У Швеції діти переодягаються у костюми відьом та монстрів, коли вони ходять на випрошування солодощів у Великий Четвер (четвер перед Великоднем), а данські діти одягаються у різне вбрання та йдуть на випрошування солодощів на Фастелавна (наступного дня на Масляний понеділок). У Норвегії «частування чи шкоду» називають «knask eller knep», що означає майже те саме, хоча порядок слів зворотний. Ця практика є досить поширеною серед дітей, які приходять одягнені до дверей людей і, в основному, просять цукерки. Багато норвежців готуються до події, купуючи запас солодощів за декілька днів до свята, щоб мати можливість дати цукерки дітям, якщо ті прийдуть і випрошуватимуть солодощі.
Традиція великодньої відьми проводиться у Вербну неділю у Фінляндії (virvonta). У частинах Фландрії та деяких районах Нідерландів,, а також у більшості районів Німеччини, Швейцарії та Австрії діти ходять до будинків із саморобними ліхтарями з буряка або з паперовими ліхтарями (в яких може бути як свічка, так і електронний ліхтарик), співаючи пісні про святого Мартіна в день Святого Мартина (11 листопада), в обмін на частування. У Північній Німеччині та Південній Данії діти одягаються в костюми та ходять випрошувати солодощі у новорічну ніч за традицією під назвою «Rummelpott».

## Випрошування солодощів для благодійності
У 1950 році ЮНІСЕФ розпочав програму під назвою «Частування чи шкода для ЮНІСЕФ». Збирачі солодощів просять людей дати гроші для організації, замість того щоб просити цукерки. Коли учасники цієї програми підходять до дверей, то вони кажуть «Частування чи шкода для ЮНІСЕФ!» Цю програму започаткували як альтернативу цукеркам. Організація вже давно випускає одноразові коробки для збору з якими волонтери ходять «від дверей до дверей». На кожній коробці на звороті зазначено, на що саме можуть піти зібрані гроші. Як правило, це допомога країнам, що розвиваються.
У Канаді студенти з місцевих середніх шкіл, коледжів та університетів переодягаються, для того щоб збирати пожертви у вигляді їжі для місцевих продовольчих банків. Це їхня альтернативна форма випрошування солодощів. Іноді це називають «шкода або їжа» .